# 리들리 스콧
리들리 스콧 경(영어: Sir Ridley Scott GBE, 1937년 11월 30일~)은 잉글랜드의 영화 감독이자 영화 프로듀서이다. 《글래디에이터》로 아카데미 작품상을 받았다. 동생 토니 스콧 또한 영화 감독이다.

## 연출작
- 소년과 자전거(1965)
- 결투자들(1977)
- 에이리언(1979)
- 서기 2019 블레이드 러너(1982)
- 레전드(1985)
- 위험한 연인(1987)
- 블랙 레인(1989)
- 델마와 루이스(1991)
- 1492 콜럼버스(1992)
- 화이트 스콜(1996)
- 지.아이. 제인(1997)
- 글래디에이터(2000)
- 한니발(2001)
- 블랙 호크 다운(2001)
- 매치스틱 맨(2003)
- 킹덤 오브 헤븐(2005)
- 보이지 않는 아이들(2005)
- 어느 멋진 순간(2006)
- 아메리칸 갱스터(2007)
- 바디 오브 라이즈(2008)
- 로빈 후드(2010)
- 프로메테우스(2012)
- 카운슬러(2013)
- 엑소더스: 신들과 왕들(2014)
- 마션(2015)
- 에이리언: 커버넌트(2017)
- 올 더 머니(2017)
- 라스트 듀얼: 최후의 결투(2021)
- 하우스 오브 구찌(2021)
- 나폴레옹(2023)
- 글래디에이터 Ⅱ(2024)
- 도그 스타(2026)

## 제작
- 델마와 루이스(1991)
- 1492 콜럼버스(1992)
- 화이트 스콜(1996)
- 지.아이. 제인(1997)
- 헝거(1997~1999)
- 글래디에이터(2000)
- 웨어 더 머니 이즈(2000)
- 한니발(2001)
- 블랙 호크 다운(2001)
- 윈스턴 처칠의 폭풍전야(2002)
- 킹덤 오브 헤븐(2005)
- 넘버스(2005-2010)
- 어느 멋진 순간(2006)
- 아메리칸 갱스터(2007)
- 바디 오브 라이즈(2008)
- 대지의 기둥(2010)
- A-특공대(2010)
- 로빈 후드(2010)
- 카운슬러(2013)
- 엑소더스: 신들과 왕들(2014)
- 마션(2015)
- 컨커션(2015)
- 에이리언: 커버넌트(2017)
- 블레이드 러너 2049(2017)

## 서훈
- 2003년 기사작위(Knight Bachelor) 서임[1]
- 2024년 대영 제국 훈장 대십자 기사(GBE) 서임